# ソンチャ山
ソンチャ山 (ソンチャさん、ベトナム語：Núi Sơn Trà / 𡶀山茶) は、ベトナムのダナン直轄市ソンチャー区に位置する山。

## 地理
この一帯は、ベトナム西部を南北に走るアンナン山脈が東にせり出している地域で、ソンチャ山はハイヴァン岬とともにその突出部に位置する。
かつてソンチャ山は独立した島（ハイヴァン岬先端にあるソンチャ島とは別のもの）であったが、ハン川の堆積土によって本土とつながり、今日ではソンチャ半島を形成している。ソンチャ半島とハイヴァン岬に囲まれた部分がダナン湾を形成する。

## 観光
ダナン湾や南シナ海（現地呼称は東ベトナム海）を見下ろせる立地の良さから、地元民のみならず外国人も訪れる観光地となっており、いくつかの高級リゾートホテルも建てられている。西側にはティエンサビーチとチャペルがあり、南側には巨大な仏像で知られるリンウン寺が信仰を集めている。

## 交通
ダナン国際空港から東に約5km。海運ではダナン港のティエンサ埠頭が西側の麓に位置する。

## 名称
ベトナム戦争中にはアメリカ兵に「Monkey Mountain（猿の山）」と呼ばれていた。日本の観光ガイド等では、ベトナム語の「Tra（チャ）」を「トラ」と誤読し、「ソントラ」とカナ転記されることも多い。